# Tatá Milhomem
Carlos Alberto Milhomem de Sousa (Presidente Dutra, 02 de maio de 1937), mais conhecido como Tatá Milhomem, é um político maranhense, filiado ao Partido Social Democrático (PSD).

## Biografia
Neto do ex-prefeito de Barra do Corda Manoel de Melo Milhomem, foi criado no município de Barra do Corda, indo para São Luís na adolescência completar os estudos no Liceu Maranhense.
Na capital, integrou o Partido Comunista Brasileiro (PCB) e foi eleito, em 1960, presidente da União Maranhense dos Estudantes Secundaristas (UMES).
Posteriormente, ingressou no PTB. Chegou a ser detido por uma semana em Barra do Corda durante a Ditadura Militar em 1964 ao esconder dois companheiros vítimas de perseguições políticas, mas foi libertado por ordem do então Ministro da Justiça, Milton Campos.
Em 1965, mudou-se para Brasília. Atuou como auxiliar de engenheiro no Departamento de Águas e Esgotos, técnico da Censura da Policia Federal, administrador e chefe de Departamento de Planejamento da FUNAI, assistente de administração da CETESB em São Paulo, na gestão do então governador Paulo Maluf.
Formou-se em Administração em 1970 pela Universidade do Distrito Federal (AEUDF), e tornou funcionário de carreira do Ministério da Fazenda.
Na Câmara dos Deputados, atuou com assessor do deputado Edison Lobão (ARENA).
Em 1994, foi eleito deputado estadual pelo PFL com 20.488 votos. Foi reeleito em 1998 com 25.980 votos e em 2002 com 38.185 votos. Atuou como líder da bancada do PFL e do governo Roseana Sarney na Assembleia Legislativa do Maranhão. 
Em 2003, foi eleito presidente da Assembleia Legislativa do Maranhão (2003-2004).
Foi reeleito deputado estadual em 2006 com 29.668 votos. 
Em 2010, recebeu 35.741, ficando como suplente. Assumiu a vaga fevereiro de 2011 com a nomeação do deputado Ricardo Murad como secretário estadual de Saúde. No mesmo ano, ingressa no Partido Social Democrático (PSD).
Em 2012, anunciou que não disputaria mais eleições. 
Em dezembro de 2014, deixa Assembleia Legislativa com o retorno de Ricardo Murad. 
Com a posse de Arnaldo Melo como governador do estado, Tata Milhomem foi anunciado como secretário-chefe da Casa Civil.